# J. O. LaMadeleine
Joseph Ovila LaMadeleine (* 1. Mai 1880 in Salaberry-de-Valleyfield; † 28. Januar 1973 in Montreal) war ein kanadischer Fiddle-Spieler.
LaMadeleine lernte das Fiddlespielen bei seinem Vater Albert LaMadeleine. Er arbeitete zunächst als Holzfäller und ging 1919 nach Montreal, wo er bei Folk-Konzerten auftrat und Ende der 1920er Jahre einen Musikalienladen eröffnete. Ab 1927 spielte er zunächst für das Label Starr, später bei RCA zahlreiche Aufnahmen, teils mit seinem Vater, seinen Söhnen Marcel und Albert oder als Begleiter seiner Tochter, der Sängerin Aurore Beaulé oder Ovila Légarés ein. Populär wurden Titel wie Polka de Donalda, Polka canadienne, Valse des lilas und Valse du bonheur.